# Барон Уотерпарк
Барон Уотерпарк — наследственный титул в системе Пэрства Ирландии. Он был создан 15 июня 1792 года для Сары, леди Кавендиш (1740—1807), в честь её мужа, сэра Генри Кавендиш, 2-го баронета (1732—1804). Сэр Генри Кавендиш был англо-ирландским политиком, который представлял в Ирландской Палате общин Лисмор (1766—1768, 1776—1791, 1798—1801) и Киллибегс (1791—1797), а также служил в качестве вице-казначея Ирландии и генерального получателя Ирландии. С 1768 до 1774 год он заседал в Палате общин Великобритании от Лостуитиела. Преемником Генри Кавендиш и леди Уотерпарк стал их сын, Ричард Кавендиш, 2-й барон Уотерпарк и 3-й баронет (1765—1830). Он заседал в Ирландской Палате общин от Порталингтона (1790—1797). Его старший сын, Генри Кавендиш, 3-й барон Уотерпарк (1793—1963), представлял в Палате общин Великобритании Нерсборо (1830—1832), Южный Дербишир (1832—1835) и Личфилд (1854—1856) от либеральной партии, а также служил лордом в ожидании (правительственным «кнутом») в администрациях лорда Джона Рассела, лорда Абердина и лорда Палмерстона. В 1932 году после смерти его внука, Чарльза Фредерика Кавендиша, 5-го барона Уотерпарка (1883—1932), эта линия семьи прервалась. Последнему наследовал его второй кузен, Генри Шеппард Гарт Кавендиш, 6-й барон Уотерпарк (1876—1948), Он был внуком младшего сына 2-го барона. 
По состоянию на 2025 год носителем титула являлся внучатый племянник последнего, Родерик Александр Кавендиш, 8-й барон Уотерпарк (род. 1959), который стал преемником своего отца в 2013 году.
Титул баронета Кавендиша из Доверидж Холла в Баронетстве Великобритании был создан 7 мая 1755 года для Генри Кавендиша (1707—1776). Он заседал в Ирландской Палате общин от Лисмора (1761—1768). Его преемником стал его сын, вышеупомянутый сэр Генри Кавендиш, 2-й баронет (1732—1804).
Кавендишы из Довериджа происходили от Генри Кавендиша, незаконнорождённого сына Генри Кавендиша (1550—1616) из Татбери Приори. Этот Генри Кавендиш был старшим сыном сэра Уильяма Кавендиша (ок. 1505—1557) и его жены Бесс из Хардвика (ок. 1527—1608), а также старшим братом Уильяма Кавендиша, 1-го графа Девоншира (1552—1626). Доверидж Холл был разрушен около 1938 года.

## Баронеты Кавендиш из Доверидж Холла (1755)
- 1755—1776: Сэр Генри Кавендиш, 1-й баронет[англ.] (13 апреля 1707 — 31 мая 1776), сын Уильяма Кавендиша[1];
- 1776—1804: Сэр Генри Кавендиш, 2-й баронет[англ.] (13 сентября 1732 — 3 августа 1804), единственный сын предыдущего от второго брака[2];
- 1804—1830: Сэр Ричард Кавендиш, 3-й баронет[англ.] (13 июля 1765 — 1 июня 1830), старший сын предыдущего, барон Уотерпарк с 1807 года[3].

## Бароны Уотерпарк (1792)
- 1792—1807: Сара Кавендиш, 1-я баронесса Уотерпарк  (1 апреля 1740 — 4 августа 1807), единственная дочь Ричард Брэдшоу из Корка, супруга сэра Генри Кавендиша, 2-го баронета (1732—1804)[4];
- 1807—1830: Ричард Кавендиш, 2-й барон Уотерпарк[англ.] (13 июля 1765 — 1 июня 1830), старший сын предыдущих[3];
- 1830—1863: Генри Маннерс Кавендиш, 3-й барон Уотерпарк[англ.] (8 ноября 1793 — 31 марта 1863), старший сын предыдущего[5];
- 1863—1912: Генри Энсон Кавендиш, 4-й барон Уотерпарк (14 апреля 1839 — 3 августа 1912), единственный сын предыдущего[6];
- 1912—1932: Коммандер Чарльз Фредерик Кавендиш, 5-й барон Уотерпарк (11 мая 1883 — 27 января 1932), второй (младший) сын предыдущего[7];
- 1932—1948: Генри Шеппард Харт Кавендиш, 6-й барон Уотерпарк (18 мая 1876 — 26 ноября 1948), старший сын Уильяма Томаса Кавендиша (1843—1878), внук достопочтенного Ричарда Кавендиша (1794—1876), правнук 2-го барона Уотерпатрика[8];
- 1948—2013: Фредерик Кэрилл Филип Кавендиш, 7-й барон Уотерпарк (6 октября 1926 — 16 октября 2013), единственный сын бригадного генерала Фредерика Уильяма Лоуренса Шеппарда Харта Кавендиша (1877—1931), внук Уильяма Томаса Кавендиша (1843—1878), правнук достопочтенного Ричарда Кавендиша (1794—1876), сына 2-го барона Уотерпатрика[9];
- 2013 — настоящее время: Родерик Александр Кавендиш, 8-й барон Уотерпарк (род. 10 октября 1959), единственный сын предыдущего[10];
  - Наследник титула: достопочтенный Люк Фредерик Кавендиш (род. 17 сентября 1990), старший сын предыдущего[11].